# نور اتیکه نبیله
نور اتیکه نبیله (به انگلیسی: Nur Atikah Nabilah) ژیمناست زادهٔ ۲۷ نوامبر ۱۹۹۱ میلادی اهل کشور سنگاپور است.